# Kaputtasaccura
Kaputtasaccura  est un camp militaire romain établi en Maurétanie césarienne, servant de garnison pour des soldats parthes. Elle se trouve actuellement sur le territoire de la commune de Sidi Ali Ben Youb, dans la wilaya de Sidi Bel Abbès.

## Géographie

### Relief
Le site archéologique de Kaputtasaccura est situé sur un plateau légèrement surélevé, dans une zone de relief modéré caractéristique des Hauts Plateaux de l'ouest algérien. Cette position topographique offrait une visibilité étendue sur les plaines environnantes, ce qui en faisait un emplacement stratégique pour l'implantation d’un poste militaire romain. Le terrain présente des ondulations douces, avec un substrat principalement calcaire et argileux, favorable à l'édification d'infrastructures durables. Le choix de ce relief s'inscrit dans une logique de contrôle territorial et de surveillance des voies de communication reliant la Maurétanie Césarienne aux confins méridionaux de l'Empire romain.

## Histoire
Les Romains établirent de nombreuses garnisons et forts militaires en Maurétanie césarienne, parmi ces forts :Kaputtasaccura Ce fort romain se distingue par la présence d'une aile militaire parthe et fut actif sous les règnes des empereurs Septime Sévère et Gordien III En tant que fort frontalier, il était relié par des routes principales vers Altava.